# 第9回全国中等学校蹴球選手権大会
第9回全国中等学校蹴球選手権大会（だい9かいぜんこくちゅうとうがっこうしゅうきゅうせんしゅけんたいかい）は、大阪毎日新聞主催により1926年1月に阪神甲子園球場で開催された全国中等学校蹴球選手権大会である。これまでの「日本フットボール優勝大会」より分離・改称され、参加チームを全国に拡大し、関東・東海・北陸・京滋奈・阪和・兵庫・中国に朝鮮を加えた8ブロック制の予選会も開始した。

## 参加チーム
- 暁星中(東京・初出場)
- 神通中(富山・初出場)
- 愛知一師範(愛知・初出場)
- 京都師範(京都・9年連続9回目)
- 桃山中(大阪・5年連続5回目)
- 御影師範(兵庫・9年連続9回目)
- 広島一中(広島・初出場)
- 培材高普(朝鮮・初出場)

## 試合結果

### 1回戦
- 御影師範 3 - 0 培材高普
- 京都師範 1 - 0 愛知一師範
- 広島一中 2 - 0 桃山中
- 暁星中 10 - 0 神通中

### 準決勝
- 御影師範 2 - 1 京都師範
- 広島一中 3 - 1 暁星中

### 決勝
- 御影師範 1 - 0 広島一中